# جائزة هولندا الكبرى 1961
جائزة هولندا الكبرى 1961 هو سباق فورمولا 1 أقيم بتاريخ 22 مايو 1961 في حلبة بارك زانتفورت، هولندا. كان الثاني من أصل 8 في بطولة العالم لسباقات الفورمولا واحد موسم 1961. حلّ الألماني فولفغانغ فون تريبس أولا بينما جاء الأمريكي فيل هيل في المركز الثاني وحصل على المركز الثالث البريطاني جيم كلارك.

## الترتيب النهائي
|         | الترتيب | السائق             | النقاط |
| ------- | ------- | ------------------ | ------ |
|         | 1       | ستيرلنغ موس        | 12     |
| 2       | 2       | فولفغانغ فون تريبس | 12     |
|         | 3       | فيل هيل            | 10     |
| 2       | 4       | ريتشي جينثر        | 8      |
| 5       | 5       | جيم كلارك          | 4      |
| المصدر: |         |                    |        |